# Râul Iaila, Cerna
Râul Iaila este un curs de apă, afluent al râului Cerna. Se varsă în lacul Traian.